# Đảo Choiseul

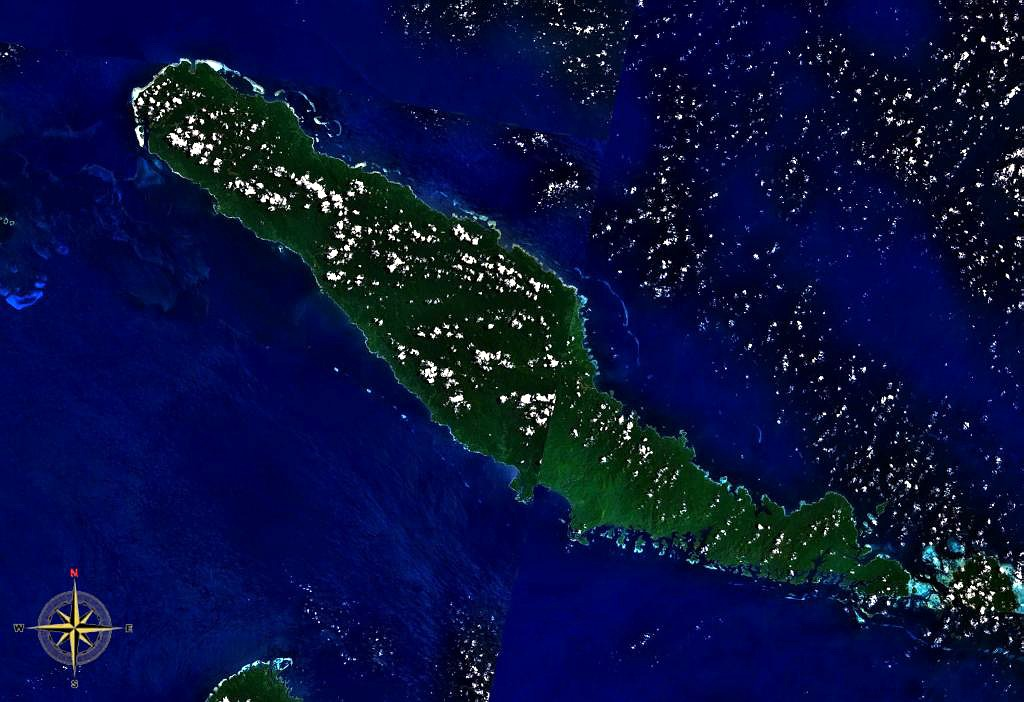
Đảo Choiseul nhìn từ không gian

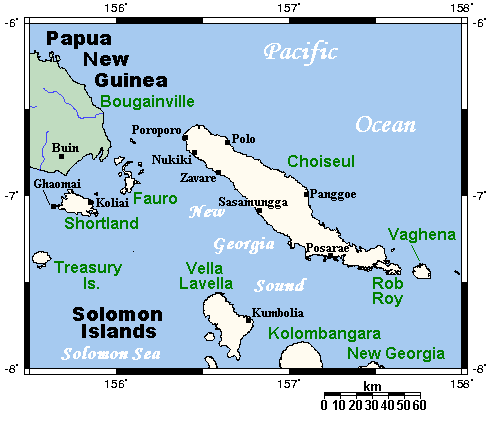
Choiseul tại Quần đảo Solomon và các đảo lân cận

Choiseul tên địa phương là Lauru, là hòn đảo lớn nhất và chiếm diện phần lớn tỉnh Choiseul, Quần đảo Solomon (2,971  km² so với 3,847  km²). Tên của quần đảo được đặt theo tên của nhà chính trị, nhà ngoại giao, chính khách người Pháp: Étienne François, duc de Choiseul.
Trụ sở hành chính của tỉnh Choiseul nằm trong thị xã Taro, cũng thuộc đảo Choiseul.

## Trích nguồn
1. ↑  Hugo Bernatzik, Südsee; ein Reisebuch, first edition Leipzig 1934
2. ↑  Hugo Bernatzik, Owa Raha. Büchergilde Gutenberg, Vienna / Zürich / Prague, 1936